# Багапов Олександр Хамзатович
Олександр Хамзатович Багапов (рос. Александр Хамзаевич Багапов нар. 14 липня 1960, Краснодар СРСР) — радянський та російський футболіст, виступав на позиції півзахисника.

## Життєпис
Займатися футболом почав в Нальчику, де його першим тренером був Г. Р. Ватян, потім продовжив навчання в групі підготовки «Кубані», де тренером був його батько Хамза. З 1976 по 1978 рік провів у складі «Кубані» 22 матчі. У 1979 році спочатку виступав за майкопську «Дружбу», в 32 зустрічах забив 2 м'ячі, а потім поповнив ряди куйбишевських «Крил Рад», в складі яких грав до 1980 року, за цей час провів 10 матчів і забив 1 м'яч у чемпіонаті СРСР, ще зіграв 5 поєдинків (1 гол) у Кубку.
З 1980 по 1983 рік знову захищав кольори «Кубані», провів 75 матчів і забив 4 м'ячі в чемпіонатах і першості СРСР, і ще 4 рази забив у 25 поєдинках турніру дублерів Вищої ліги в сезонах 1980 і 1981 років. З 1984 по 1986 рік виступав за одеський «Чорноморець», в складі якого провів 52 зустрічі і забив 4 м'ячі в чемпіонаті, а також брав участь у розіграші Кубка УЄФА, забив м'яч у ворота мадридського «Реала».
З 1987 по 1988 рік знову грав за «Кубань», у 54 матчах забив 11 м'ячів і став чемпіоном РРФСР в сезоні 1987 року. Потім у 1988 році знову виступав за майкопську «Дружбу», в 20 поєдинках забив 5 м'ячів. З 1989 по 1990 рік знову захищав кольори «Кубані», в 68 зустрічах забив 7 голів. Всього за час кар'єри провів за «Кубань» 219 зустрічей і забив 22 м'ячі в чемпіонатах і першості, і ще взяв участь у 10 поєдинках Кубка СРСР.
З 1991 по 1993 рік грав у складі бєлорєченского «Хіміка», провів 94 матчі і забив 27 м'ячів в першостях СРСР і Росії. У сезоні 1994 роки зіграв 8 зустрічей за краснодарський «Колос». У 1995 році виступав за аматорську команду «Моноліт» зі станиці Новотитаровська.
Виступав за юнацьку та молодіжну збірні СРСР.
З 1996 по 2005 рік був суддею РФС. З 1994 року працює в краснодарській СДЮСШОР-5, нині є тренером команд 1996 і 2002 років народження.

## Досягнення
- Чемпіонат РРФСР
  -  Чемпіон (1): 1987